# 霍苏沃尔吉
霍苏沃尔吉（匈牙利語：Hosszúvölgy）是匈牙利佐洛州所辖的一个村，总面积3.60平方公里，总人口160，人口密度44.4人/平方公里（2010年1月1日）。